# イゼーラ
イゼーラ（イタリア語: Isera）は、イタリア共和国トレンティーノ＝アルト・アディジェ州トレント自治県にある、人口約2,800人の基礎自治体（コムーネ）。

## 地理

### 位置・広がり
トレント自治県南部、ヴァッラガリーナに位置するコムーネ。ロヴェレートから西へ2km、県都トレントから南南西へ23kmの距離にある。

#### 隣接コムーネ
隣接するコムーネは以下の通り。
- モーリ
- ノガレード
- ロヴェレート
- ロンツォ＝キエーニス
- ヴィッラ・ラガリーナ

## 行政

### 分離集落
イゼーラには、以下の分離集落（フラツィオーネ）がある。
- Bordala, Casette, Cornalé, Folaso, Lenzima, Marano, Patone, Reviano

### Comunita di valle
トレント自治県が設置した広域行政組織 Comunita di valle 「ヴァッラガリーナ」 (it:Comunita della Vallagarina)  （事務所所在地: ロヴェレート）に属する。

## 住民

### 言語
| 少数言語話者の割合（2011年） | 少数言語話者の割合（2011年） | 少数言語話者の割合（2011年） | 少数言語話者の割合（2011年） | 少数言語話者の割合（2011年） |
| ---------------------------- | ---------------------------- | ---------------------------- | ---------------------------- | ---------------------------- |
|                              |                              |                              |                              |                              |
| ラディン語                   | ラディン語                   |                              | 0.0%                         | 0.0%                         |
| モケーニ語                   | モケーニ語                   |                              | 0.0%                         | 0.0%                         |
| チンブロ語                   | チンブロ語                   |                              | 0.3%                         | 0.3%                         |

2011年10月9日に行われた国勢調査によれば、若干のチンブロ語話者がいる。